# Next Academy Palm Beach
El Palm Beach Suns FC fue un equipo de fútbol de los Estados Unidos que militó en la USL Premier Development League, la cuarta liga de fútbol en importancia en el país.

## Historia
Fue fundado en el año 2015 en la ciudad de Boca Ratón, Florida como uno de los equipos de expansión de la USL Premier Development League para la temporada 2015. Los colores del club son naranja, blanco y negro.
Al terminar la temporada 2018 el club desaparece por la falta de inversionistas para financiar al equipo.

## Temporadas
| Año                     | División           | Liga               | Temporada regular  | Playoffs           | Open Cup           |
| Palm Beach Suns FC      | Palm Beach Suns FC | Palm Beach Suns FC | Palm Beach Suns FC | Palm Beach Suns FC | Palm Beach Suns FC |
| ----------------------- | ------------------ | ------------------ | ------------------ | ------------------ | ------------------ |
| 2015                    | 4                  | USL PDL            | 6º, Southeast      | No clasificó       | No entró           |
| 2016                    | 4                  | USL PDL            | 7º, Southeast      | No clasificó       | No clasificó       |
| 2017                    | 4                  | USL PDL            | 9º, Southeast      | No clasificó       | NO clasificó       |
| Next Academy Palm Beach |                    |                    |                    |                    |                    |
| 2018                    | 4                  | USL PDL            | 7º, Southeast      | NO clasificó       | No clasificó       |